# Метело (Лука)
Метело је насеље у Италији у округу Лука, региону Тоскана.
Према процени из 2011. у насељу је живело 70 становника. Насеље се налази на надморској висини од 984 м.